# Max Eastman
Max Forrester Eastman (Canandaigua, Ontario County, Nova York, 4 de gener de 1883 - 25 de març de 1969) va ser un escriptor, poeta, filòsof i activista polític estatunidenc. Eastman es va vincular cercles a radicals a Greenwich Village per traslladar-se, després, a la ciutat de Nova York. Va donar suport al socialisme i es va convertir en un dels principals suports del Harlem Renaissance i un activista per a una sèrie de causes liberals i radicals. Durant diversos anys va editar The masses. Amb la seva germana Crystal Eastman, va fundar el 1917 The Liberator, una revista radical de política i arts.
En els anys posteriors, Eastman va canviar les seves opinions, convertint-se en molt crític amb el socialisme i el comunisme després de les seves experiències al llarg d'una estada de gairebé dos anys a la Unió Soviètica en els anys vint, així com per estudis posteriors. Va ser influenciat per la rivalitat entre Lev Trotski i Josep Stalin, que va culminar amb l'assassinat de Trotski, així com pels assassinats massius comesos durant la Gran Purga d'Stalin. Eastman es va convertir en un defensor de l'economia del lliure mercat i de l'anticomunisme. però va romandre ateu. El 1955 va publicar "Reflexions sobre el fracàs del socialisme". Va publicar el seus escrits a National Review i altres revistes conservadores, però sempre es va mantenir independent en el seu pensament. Per exemple, es va oposar públicament a la participació dels Estats Units en la guerra del Vietnam ja en els anys 60, abans que la majoria d'opositors.

## Joventut i formació
Eastman va néixer el 1883 a Canandaigua, al comtat d'Ontario, Nova York, essent el quart de quatre germans. El seu germà gran va morir l'any següent als set anys. El seu pare, Samuel Elijah Eastman, era pastor de l'Església Congregacional i la seva mare, Annis Bertha Ford, es va casar amb ell el 1889, i va ser una de les primeres dones als Estats Units a ser ordenada en una església protestant. Van servir junts com a pastors a l'església de Thomas K. Beecher, propera a Elmira, Nova York. A través dels seus pares, Max es va familiaritzar en la seva joventut amb el seu amic, el conegut autor Samuel Clemens, més conegut com a Mark Twain.
Eastman es va graduar al Williams College el 1905. El seu bon amic i company de pis mentre estava a Williams era Charles Whittlesey, més tard conegut com el comandant del batalló perdut i un heroi de la Primera Guerra Mundial. Des de 1907 fins a 1911, Eastman va completar el treball de doctorat en filosofia a la Universitat de Colúmbia sota la direcció del cèlebre filòsof John Dewey.
Es va instal·lar a Greenwich Village amb la seva germana major Crystal Eastman, i es va involucrar en diverses causes polítiques, incloent l'ajudar a fundar la Men's League for Women's Suffrage el 1910. A Columbia, va ser assistent del departament de filosofia i també va ser ajudant al departament de filosofia i professor del departament de psicologia. Després de completar els requisits per al seu doctorat, es va negar a acceptar-ho i es va retirar simplement el 1911.

## Matrimoni i família
Després de traslladar-se a la ciutat de Nova York, Eastman es va casar amb Ida Rauh el 1911, una advocada, actriu, escriptora, companya d'idees progressistes i primerenca feminista. Rauh va mantenir el seu cognom. Es van divorciar el 1922. Van tenir un fill, Dan, amb qui Eastman no tengué cap connexió durant 23 anys, després de la seva separació.
El 1924 es va casar amb la pintora Elena Krylenko, originària de Moscou, que havia conegut durant la seva estada de gairebé dos anys a la Unió Soviètica. Elena era germana de Nikolai Krylenko, un bolxevic significatiu que es va convertir més tard en el comissari soviètic de justícia. Va organitzar molts dels "judicis demostratius" de Joseph Stalin, abans de ser arrestat i executat ell mateix durant la Gran Purga del 1938. Elena havia estat treballant per Maxim Litvinov al Ministeri d'Afers Exteriors, tot i que no era membre del partit. El 1924, Elena va decidir sortir de Rússia amb Eastman. Litvinov va acceptar ajudar-lo en passar-la com a membre de la seva delegació quan va viatjar a Londres per fer una conferència internacional. Però no va poder deixar la delegació i romandre en un país lliure sense passaport, que els bolxevics no li donaven. Així doncs, en les hores abans que se n'anés el tren, ella i Max Eastman es van casar. Elena va morir el 1956.
El 1958, Eastman es va casar amb Yvette Szkely, que havia nascut a Budapest, el 1912. Va emigrar a Nova York amb la seva madrastra divorciada. Va tenir una relació amb Theodore Dreiser abans del seu matrimoni amb Eastman. El 1995 va publicar unes memòries, Dearest Wilding. Va morir a Nova York el 2014 a l'edat de 101 anys.

## L'esquerra nord-americana
Eastman es va convertir en una figura clau de la comunitat d'esquerres de Greenwich Village i va viure en la seva influència durant molts anys. Ho va combinar amb la seva experiència acadèmica per explorar diferents interessos, incloent literatura, psicologia i reformes socials. El 1913 es va convertir en editor de la publicació socialista més important d'Amèrica, The Masses, una revista que combinava la filosofia social amb les arts. Entre els seus col·laboradors hi figuren Sherwood Anderson, Louise Bryant, Floyd Dell, Amy Lowell, Mabel Dodge Luhan, Robert Minor, John Reed, Carl Sandburg, Upton Sinclair i Art Young. Aquest mateix any, Eastman va publicar Enjoyment of Poetry, un examen de la metàfora literària des del punt de vista psicològic. Durant aquest període, es va convertir en un destacat defensor de l'amor lliure i el control de la natalitat.

En el seu primer editorial de The Masses, Eastman va escriure:

Aquesta revista és propietat i és publicada de manera cooperativa pels seus editors. No té cap dividend a pagar i ningú tampoc no intenta guanyar-hi diners. Una revista revolucionària i no reformista: una revista amb sentit de l'humor i sense respecte pel respectable: franca, arrogant, impertinent, a la recerca de les veritables causes: una revista dirigida contra la rigidesa i el dogma allà on es trobi: imprimir el que és massa nu o massa cert per a una premsa que fa diners: una revista la política final de la qual és fer el que vulgui i no conciliar a ningú, ni tan sols als seus lectors

Les nombroses denúncies de la participació nord-americana a la Primera Guerra Mundial publicades a The Masses, moltes escrites per Eastman, van provocar controvèrsies i reaccions de les autoritats. Eastman va ser acusat dues vegades i va ser processat segons les disposicions de la Llei de sedició, però va ser absolt cada vegada. En un discurs de juliol de 1917, es va queixar que els processos agressius del govern contra la dissidència feien que "ni tan sols puguis recollir els teus pensaments sense ser arrestat per reunió il·legal". El 1918, la revista es va veure obligada a tancar per càrrecs contra ella basat en la Llei d'espionatge de 1917.
Eastman va recaptar els diners per enviar John Reed a Rússia el 1917. La seva revista va publicar els articles de Reed procedents de Rússia, que es van recopilar més tard a "Deu dies que sacsejaren el món", el relat de Reed sobre la revolució bolxevic.
Eastman fins i tot va pronunciat discursos contra la guerra en nom del Consell Popular d'Amèrica per a la Democràcia i la Pau.

## Contribució al moviment feminista
Eastman va ser un membre destacat del moviment dels drets de les dones a principis del segle xx. Va ser president de la Men's Equal Suffrage League a Nova York i va ser membre fundador de la "Lliga masculina per al sufragi femení" a Nova York, el 1910. El 1913 va parlar al Bryn Mawr College sobre el tema del sufragi femení en un discurs titulat "El sufragi de la dona i perquè crec en ell".

## Canvi de trajectòria
Després de la Gran Depressió, Eastman va començar a abandonar les seves creences socialistes, tornant-se cada vegada més crític amb les idees de Karl Marx, Thorstein Veblen i Georg Wilhelm Friedrich Hegel, als quals havia admirat.
El 1941, va ser contractat com a editor rotatori per a la revista Reader's Digest, una posició que va mantenir durant la resta de la seva vida. Al voltant d'aquest temps, també es va convertir en amic i admirador de notables economistes del mercat lliure com Friedrich Hayek, Ludwig von Mises i Wilhelm Röpke. Es va aliar amb els escriptors nord-americans James Burnham, John Chamberlain i John Dos Passos. L'economista premiat pel Nobel Hayek es va referir a la vida d'Eastman i al seu repudi del socialisme en la seva obra The Road to Serfdom. Eastman va organitzar la difusió del treball de Hayek a Reader's Digest. Més tard, Eastman va escriure articles crítics amb el socialisme per The Freeman, una publicació primerenca llibertarista editada pels seus amics John Chamberlain i Henry Hazlitt.
Inicialment, Eastman havia donat suport al Comitè d'Activitats Antiamericanes (HUAC) i als atacs públics del senador Joseph McCarthy a la influència del comunisme. A principis de la dècada de 1950, els articles anticomunistes d'Eastman a The Reader's Digest, The Freeman i la National Review van tenir un paper important en el que es va conèixer com a McCarthyism. No obstant això, aviat va arribar a creure que el moviment anticomunista era "acollit per forces reaccionàries que confonien la recerca de la justícia social amb la traïció comunista". El 1955, la seva repudiació a l'esquerra va arribar a un sostre elevat amb la publicació de "Reflexions sobre el fracàs del socialisme". En aquest moment, ja havia arribat a creure que la revolució bolxevic "més que produir llibertat, produïa la tirania més perfecta de tota la història". També el 1955 es va convertir en un dels editors originals de la revista conservadora National Review.
A la dècada de 1950, Eastman es va unir a la clàssica societat liberal Mont Pelerin, fundada per Hayek i Mises. Va ser membre del "Comitè Americà per a la Llibertat Cultural" per invitació de Sidney Hook. Tot i que es va alinear amb els pensadors polítics conservadors, Eastman va romandre ateu de tota la vida.
En la dècada de 1960, va trencar amb el seu amic William F. Buckley Jr. i va renunciar a la Junta d'Associats de la Revista Nacional sobre la base que la revista era massa explícitament procristiana.
Poc després, va començar a oposar-se públicament a la participació nord-americana en la guerra de Vietnam. Malgrat la seva defensa de l'economia de lliure mercat, Eastman tenia un ventall de punts de vista poc convencionals per a un conservador polític. Afavorint l'auto-descripció de "conservador radical", va rebutjar l'etiqueta "llibertàrista" (liberalisme llibertari), llavors usada per l'escriptor polític Rose Wilder Lane. Eastman va associar el terme amb les idees de l'escriptor Albert Jay Nock.

## Obra literària
Eastman va publicar més de vint llibres sobre temes tan diversos com el mètode científic, l'humor, la psicologia freudiana i la cultura soviètica, així com memòries i records de les seves notables amistats. Els seus retrats biogràfics han estat anomenats "brillants" i el seu estudi psicològic del jove Lev Trotski "pioner" per l'historiador John Patrick Diggins.
Eastman va compondre cinc volums de poesia i una novel·la. A més, va traduir a l'anglès algunes de les obres d'Alexander Pushkin. Per a la Biblioteca Moderna, va editar i va resumir "Das Kapital" de Marx.
Eastman també va escriure dos volums de memòries, així com dos volums de records dels seus amics i trobades personals amb moltes de les figures més destacades del seu temps: Pau Casals, Charlie Chaplin, Eugene Debs, John Dewey, Isadora Duncan, Albert Einstein i Sigmund. Freud, John Dos Passos, Ernest Hemingway, HL Mencken, John Reed, Paul Robeson, Bertrand Russell, Edna St. Vincent Millay, George Santayana, EW Scripps, George Bernard Shaw, Carlo Tresca, Leon Trotsky, Mark Twain i HG Wells. L'últim llibre d'Eastman va ser "Amor i revolució: el meu viatge a través d'una època" (1964). El 1969 va morir a la seva casa d'estiu a Bridgetown, Barbados, als 86 anys.

## Eastaman en el cinema, la literatura i les arts
- Eastman va ser el narrador de la pel·lícula documental Tsar to Lenin (1937).
- Edward Herrmann va representar Eastman en la pel·lícula Reds (1981), dirigida per Warren Beatty i basada en la vida de John Reed. John Patrick Diggins, biògraf d'Eastman, va dir que era irònic que Herrmann representàs Eastman, que era un home molt esvelt, mentre que el polit Beatty representava Reed, que tenia una aparença llibresca.
- Va ser retratat per l'actor Mark Pellegrino a la pel·lícula de televisió de 2012 Hemingway & Gellhorn, dirigida per Philip Kaufman.
- Es menciona en les memòries de James Thurber, The Years With Ross (1959).
- Apareix en el mural de Thomas Hart Benton de 1930 "America Today", assegut en un metro que mira l'actriu burlesca Peggy Reynolds.

## Obres
- Enjoyment of Poetry, 1913.
- Child of the Amazons, and other Poems, 1913.
- Journalism Versus Art, 1916.
- Conscription for what? (The Masses, Juliol 1917[9])
- Colors of life; poems and songs and sonnets, 1918.
- The Sense of Humor, 1921.
- Leon Trotsky: The Portrait of a Youth, 1925.
- Venture 1927
- Since Lenin Died, 1925.
- Marx and Lenin: The Science of Revolution, 1927.
- The Literary Mind: Its Place in an Age of Science, 1931.
- Artists in Uniform, 1934.
- Art and the Life of Action, 1934.
- The Last Stand of Dialectic Materialism : A Study of Sidney Hook's Marxism. New York: Polemic Publishers, 1934.
- Enjoyment of Laughter, 1936.
- Stalin's Russia and the Crisis in Socialism, 1939.
- Marxism: Is It a Science?, 1940.
- Heroes I Have Known, 1942.
- Enjoyment of Living, 1948.
- Reflections on the Failure of Socialism, 1955.
- Great Companions: Critical Memoirs of Some Famous Friends, 1959.
- Love and Revolution: My Journey Through an Epoch, 1964.
- Seven Kinds of Goodness, 1967.